# Sungaiicola bactrodesmiella
Sungaiicola bactrodesmiella är en svampart som beskrevs av Fryar & K.D. Hyde 2004. Sungaiicola bactrodesmiella ingår i släktet Sungaiicola, klassen Sordariomycetes, divisionen sporsäcksvampar och riket svampar.   Inga underarter finns listade i Catalogue of Life.